# Dendrolycopodium obscurum
Dendrolycopodium obscurum là một loài thực vật có mạch trong Họ Thạch tùng. Loài này được (L.) A. Haines mô tả khoa học đầu tiên năm 2003.